# Stilpnonotus thomsoni
Stilpnonotus thomsoni là một loài bọ cánh cứng trong họ Mycteridae. Loài này được Champion mô tả khoa học năm 1889.